# غدة مخاطية
الغدد المخاطية (باللاتينية: Mucous gland) توجد في أجزاء مختلفة من الجسم، عادة ما تكون أخف وزنًا من الغدد المصلية أثناء التحضير النسيجي المعياري. ومعظم هذه الغدد متعددة الخلايا، لكن الخلايا الكأسية عبارة عن غدد وحيدة الخلية.

## الغدد اللعابية المخاطية
تُعد الغدد اللعابية المخاطية مشابهة في بنيتها للغدد الشدقية والشفهية.
تتواجد هذه الغدد بصورة ملحوظة في الجزء الخلفي وراء الحُلَيمة الكأسية، ولكنها موجودة أيضًا في الأجزاء القمية والهامشية.
يتطلب هذا الاتصال مع الغدة اللسانية الأمامية (بلاندين أو نوهن) ملاحظة خاصة.
تقع هذه الغدد على السطح السفلي للسان الأمامي، واحدة على أي من جانبي لجام اللسان، حيث يتم تغطيتها عن طريق حزمة من الأنسجة العضلية المستمدة من العضلة الإبرية اللسانية وعضلة طولانية سفلية للسان.
يتراوح طول هذه الغدد من 12 حتى 25 ميليمتر والعرض 8 ميليمتر تقريبًا، وكل منها تفتح من خلال ثلاث أو أربع قنوات تحت سطح القمة.

## وصلات خارجية
- Overview at siumed.edu